# PDP-14
PDP-14 は、1969年に登場したディジタル・イクイップメント・コーポレーション（DEC）による特定用途のコンピューターであった。
DECの汎用コンピューターと違って、単純にコンピューターと呼ばれている。
このコンピューターユニットは、データ用メモリあるいはデータ用レジスタを搭載しておらず（プログラムを置くメモリは必要）、プログラマブルロジックコントローラ（PLC）のような産業用制御装置を目的としていた。
PDP-14の命令は、ブール代数の入力信号を判定することができ、ブール代数の出力信号をセットあるいはクリアし、条件分岐あるいは無条件分岐を行い、もしくはサブルーチンを呼ぶことができる。
I/Oは、電源電圧で動作した。
後のバージョン（例えば、PDP-14/30。その命令セットは、PDP-14とのバイナリ互換性がなかった）は、PDP-8の製造技術を流用して作られている。
PDP-14/35 というものも存在した。さらに低コストかつI/Oの機能を縮小した PDP-14/L もあった。

## ハードウェア
12ビットのPDP-14は、最大4Kワードの命令を内蔵できた。
そのシステムは、1つの制御ユニットと複数の外部ボックスから構成された
- I-ボックス (BX14) は、制御されたシステムから入力を行った。256個までの入力源にアドレスを付けることができた。
- O-ボックス (BY14) は、制御システム内の255個までの駆動装置を制御できた。
- A-ボックスは、時間駆動イベントを制御するためのタイマーモジュール、あるいは、電力を喪失しても記憶が消えないストレージモジュールを内蔵していた。A-ボックスは、O-ボックスとともに出力アドレス空間を使用していた。
- S-ボックスは、本質的にO-ボックスと同じであった。しかし、実際の出力デバイスを搭載していなかった。S-ボックスは、中間結果の保存を可能とした。S-ボックスは、他のボックスと出力アドレス空間を共有して使うこともできた。

それゆえに、O-ボックス、A-ボックス、S-ボックスの合計使用可能出力アドレス空間は、255以下であった。

### レジスタ
PDP-14は、7つの12ビットレジスタを搭載していた。
- IR レジスタ
- PC1 レジスタ（プログラムカウンタ）
- PC2 レジスタ（スタックの代わりとして、PC1の内容を保存する）
- MB レジスタ
- SPARE レジスタ
- INPUT レジスタ
- OUTPUT レジスタ

### 命令
PDP-14の命令として以下のものがあった。
- TRR –  TRansfer Register  –  レジスタ間（全てのレジスタではない）でデータを移動する。

PC1レジスタとSPAREレジスタは、インクリメントとデクリメント機能があるので、TRR命令はそれらのレジスタにロードされる値を変更することが可能であった。
- JMS –  JuMp to Subroutine  –  JMS命令に続く12ビットワードで指定されたアドレスのサブルーチンに移動する。
- JMR –  JuMp to RETURN  –  サブルーチンから最後に実行されたJMS命令のアドレス+1へ戻る。

現代の言葉で説明すると、JMS はその時点の命令アドレスをスタックにプッシュする（PC2レジスタが1段だけのスタックである）。
そして、JMRは戻りアドレスをスタックからポップする。
実際のところ、JMRはPC2レジスタの内容をPC1レジスタに転送する特殊なTRR命令である。
- SKP –  SKiP –  PC1レジスタに1を加えるTRR命令の一種である。

TEST命令（あるものがONあるいはOFFなのかを検証する）とSET命令（SYN –  Set "Y" oN, SYF –  Set "Y" ofF）も存在した。

## ソフトウェア
最初のPDP-14は、DEC社によってプログラミングされる必要があった
。
その後、PDP-14のためのソフトウェア開発は、他のシステムであるPDP-8上で行われた。SIM-14と命名されたPDP-8のプログラムは、PDP-14をエミュレートすることができた。

## 写真
- PDP-14
- PDP-14のM740命令デコーダーモジュール
- PDP-14のM745 PDP-8インターフェース